# Praia da Armação do Pântano do Sul

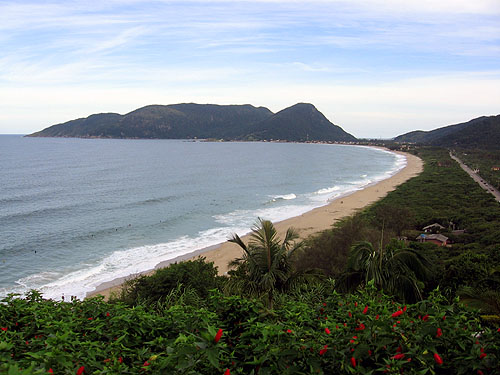
Praia da Armação do Pântano do Sul

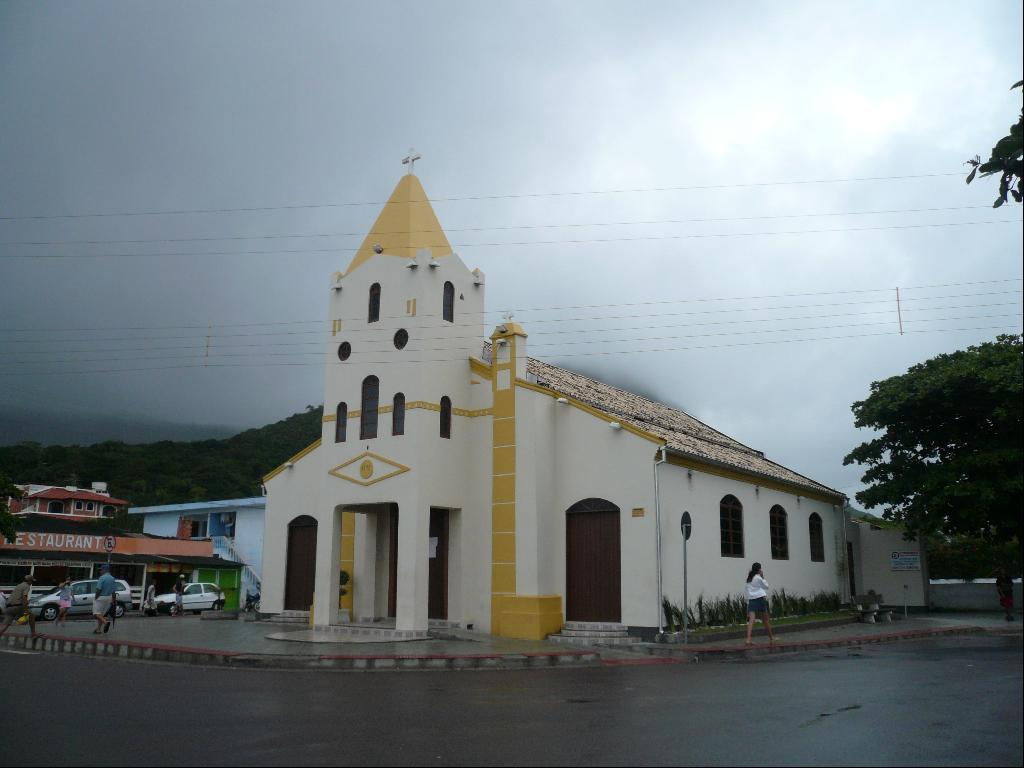
Igreja de Sant'Anna

Praia da Armação do Pântano do Sul of Praia da Armação is een strand in het zuidoosten van het eiland Santa Catarina. Het is gelegen in de gemeente Florianópolis in het zuiden van Brazilië. Het ligt op een afstand van 25 kilometer van het stadscentrum.
De naam Armação komt van de oude economische activiteit, de productie van olie uit walvissen. Vanwege het uitsterven van deze soort is de jacht erop niet meer toegestaan. De walvissen zijn nog steeds een bron van inkomsten door het toerisme.
Een andere belangrijkste attractie is de kerk Igreja de Sant'Anna, gebouwd in 1772 dicht bij het strand.